# Porretta Terme
Porretta Terme (emilianisch: Puratta) ist eine Fraktion und Gemeindesitz der italienischen Gemeinde (comune) Alto Reno Terme in der Metropolitanstadt Bologna, Region Emilia-Romagna. Porretta ist wegen ihres Warmbades als Kur- und Ferienort bekannt. 

## Geographie
Porretta liegt im toskanisch-emilianischen Apennin im Tal des Reno auf 349 m s.l.m., an der Einmündung seines linksseitigen Nebenflusses Rio Maggiore. Rechts des Flusses verläuft die Bahnstrecke, die das linksseitige Porretta von Berzantina trennt, das verwaltungstechnisch zu Castel di Casio gehört.

## Geschichte
Die Geschichte der Thermalbäder von Porretta reicht zurück in die Antike: Die berühmte Maske aus Marmor, die das Antlitz eines Löwen darstellt und die heute zum Symbol der Thermen von Porretta geworden ist, wurde 1888 im Rio Maggiore gefunden und stammt vermutlich aus dem ersten Jahrhundert n. Chr. Ab dem 12. Jahrhundert wird Porretta mit seinen Thermalbädern in vielen Dokumenten erwähnt, und ab Ende des 14. Jahrhunderts wächst das Interesse an den Bädern, besonders im politischen Milieu der Stadt Bologna.
Auf diese Zeit geht der Aufbau der ersten Gemeindeherbergen zurück und die heutige Ortschaft zeichnet sich allmählich ab und gibt sich den Namen von Bagni della Porretta (Bad Porretta). Aus dieser Zeit stammt auch die Legende des erschöpften Ochsen: Ein erschöpfter und kranker Ochse, der von seinem Hirten ausgesetzt wurde, linderte seinen Durst an der Quelle des Monte Sassocardo und kehrte in seinen Stall völlig gesund zurück. Von jetzt ab wurde das Heilwasser wiederentdeckt und der Ochse, der an der Wasserquelle trinkt, wurde zum Gemeindewappen erhoben.
Im 15. und 16. Jahrhundert wuchs das Interesse der italienischen Herrscher und Fürsten der Renaissance an den Thermalbädern von Porretta, die besonders für ihre heilende Wirkung bei der weiblichen Unfruchtbarkeit bekannt waren. Darüber schrieb bereits 1387 Francesco Datini, der bekannte Händler aus Prato, einige Zeilen, die er in seinen Briefsammlungen zitierte. Auch Niccolò Machiavelli erwähnte Porretta in seinem Theaterstück La Mandragola (Erster Vorhang, Zweite Szene).
Im Zweiten Weltkrieg befand sich Porretta im Winter 1944 in Frontnähe zur Gotenstellung; in der Gegend waren Partisanen aktiv.

Das ehemalige Gemeindewappen

Am 1. Januar 2016 schloss sich Porretta mit der Gemeinde Granaglione zur neuen Gemeinde Alto Reno Terme zusammen. Zum Gemeindegebiet von Porretta Terme gehörten auch die Ortsteile Corvella, Capugnano und Castelluccio. Nachbargemeinden waren Castel di Casio, Gaggio Montano, Granaglione, Lizzano in Belvedere und Pistoia (PT).

## Verkehr
Porretta liegt an der alten Eisenbahnmagistrale (Porrettanabahn) von Bologna über Pistoia nach Florenz. Die Strecke hat jedoch nach dem Bau der Bahnstrecke Bologna–Florenz in den 1930er Jahren stark an Bedeutung verloren und dient heute nur noch dem Regionalverkehr.

## Sehenswürdigkeiten
Am Ortsausgang Richtung Pistoia liegt das Santuario della Madonna del Ponte. Die Madonna des Santuario ist die Schutzheilige des italienischen Basketballsports (italienisch patrona della pallacanestro italiana).
Seit 1987 findet in Porretta ein Soul-Festival statt, bei dem Größen wie Rufus Thomas, Millie Jackson und Ann Peebles auftreten.

## Söhne und Töchter der Gemeinde
- Pierpaolo Bisoli (* 1966), Fußballspieler und -trainer
- Fiorenzo Facchini (* 1929), Paläoanthropologe und katholischer Priester

Die bedeutende Opernsängerin und Verdi-Interpretin Rosina Penco (1823–1894) starb in Porretta Terme.